# Clara Villoslada
Clara Villoslada Pinto (* 28. August 1980 in Buenos Aires) ist eine ehemalige spanische Snowboarderin.

## Werdegang
Villoslada startete international erstmals bei der Winter-Universiade im Januar 2005 in Innsbruck. Dort belegte sie den 30. Platz im Snowboardcross und den neunten Rang in der Halfpipe. Im folgenden Monat nahm sie in Bardonecchia erstmals am Snowboard-Weltcup teil, wobei sie die Plätze 37 und 35 in der Halfpipe errang. In der Saison 2005/06 erreichte sie mit Platz zehn in der Halfpipe in Leysin ihre beste Platzierung im Weltcup und mit dem 34. Rang im Halfpipe-Weltcup ihr bestes Gesamtergebnis. Bei ihrer einzigen Teilnahme an Olympischen Winterspielen im Februar 2006 in Turin kam sie auf den 30. Platz in der Halfpipe. In der folgenden Saison belegte sie bei der Winter-Universiade 2007 in Bardonecchia den 34. Platz im Riesenslalom, den 29. Rang im Snowboardcross sowie den zehnten Platz in der Halfpipe und absolvierte dort ihren neunten und damit letzten Weltcup, welchen sie auf dem 14. Platz in der Halfpipe beendete.

## Weltcup-Gesamtplatzierungen
| Saison  | Gesamt | Gesamt | Halfpipe | Halfpipe |
| Saison  | Punkte | Platz  | Punkte   | Platz    |
| ------- | ------ | ------ | -------- | -------- |
| 2004/05 | -      | -      | 39       | 54.      |
| 2005/06 | 576    | 90.    | 576      | 34.      |
| 2006/07 | 180    | 114.   | 180      | 47.      |